# Trampolinepark

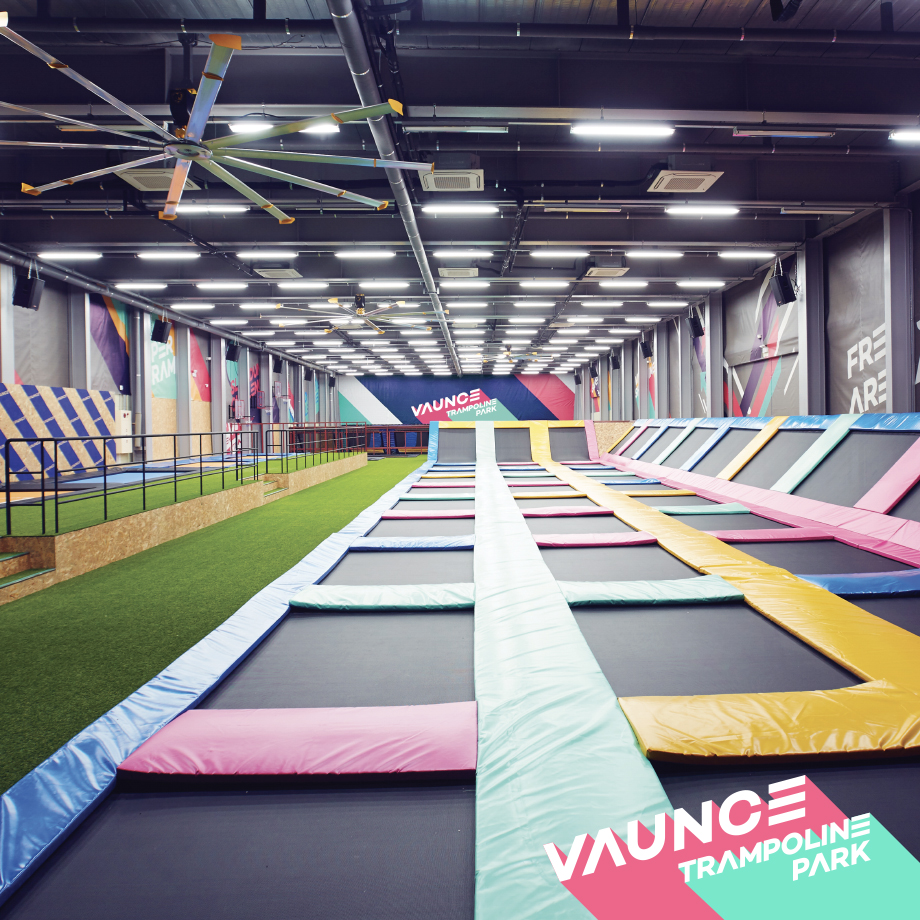
Trampolinepark in Zuid-Korea

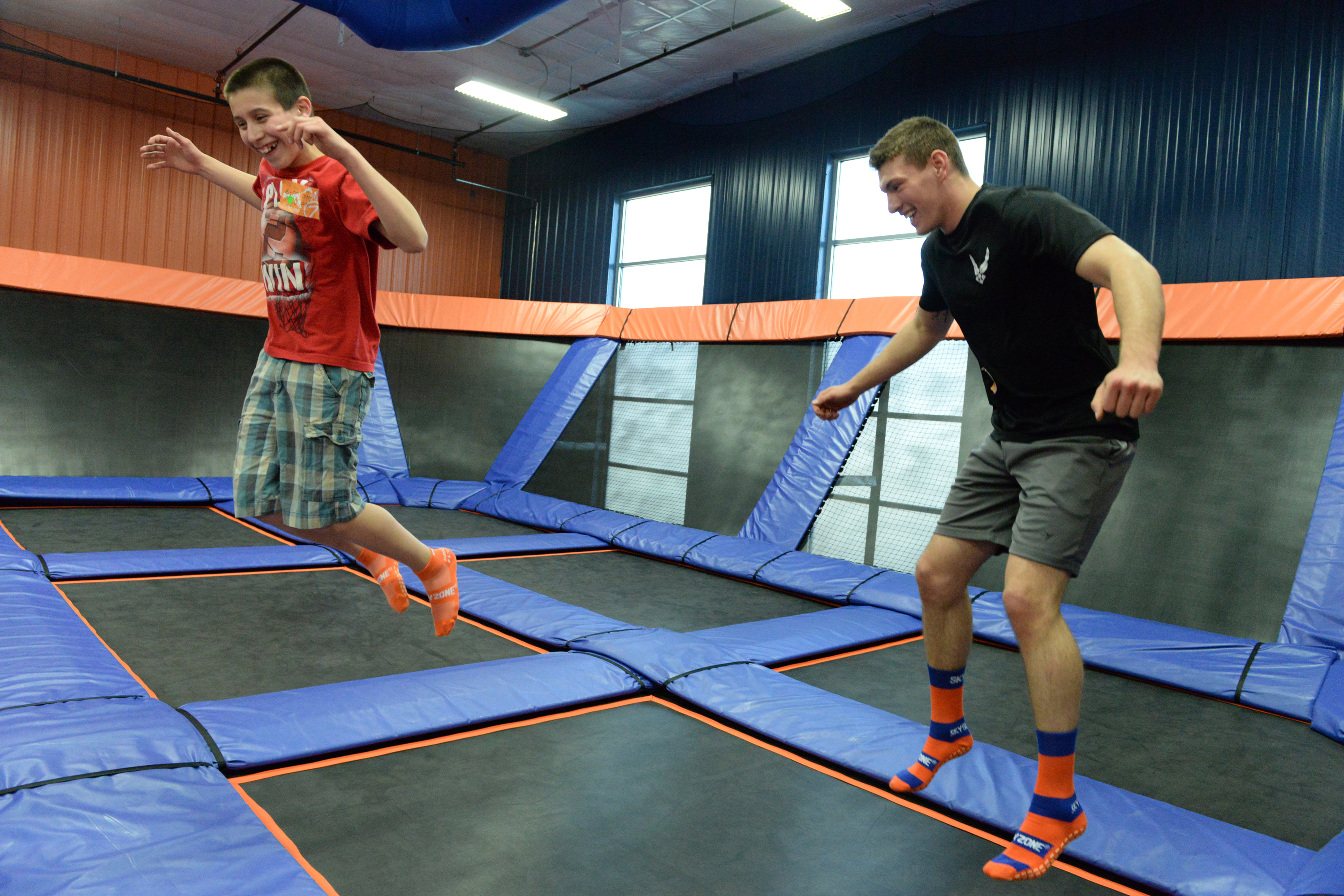
Springen op trampolines in een trampolinepark

Een trampolinepark of trampolinehal is een zaal waar bezoekers voor vermaak op trampolines kunnen springen. De trampolines staan aaneengeschakeld waardoor makkelijk van de ene naar de andere trampoline kan worden gesprongen.
In Nederland waren er in 2016 zo'n 32 trampolineparken, van kleine tot heel grote. Vooral kinderen en adolescenten bezoeken deze parken.

## Geschiedenis
De Amerikaanse turner George Nissen bouwde in 1934 de eerste trampoline. Doordat trampolinespringen in populariteit toenam, werden er volledige parken geopend. In 1959 opende het eerste trampolinepark in San Diego, waarna andere Amerikaanse steden volgden. Vanwege de vele ongevallen sloten de meeste parken echter al na korte tijd hun deuren.
In 2004 werd een nieuwe poging gedaan om een trampolinepark te openen, ditmaal in Las Vegas. Er werd een hal geopend met aaneengeschakelde trampolines waarbij het de bedoeling was om trampolinespringen te combineren met onder meer basketbal en American football. Deze combinaties sloegen niet aan, maar de hal werd wel veel gebruikt voor trampolinespringen, vooral door jongeren, waarna ook in Europa en Azië trampolineparken werden geopend. Het eerste park in Nederland werd in 2011 in Amsterdam geopend.
In 2012 werd de International Association of Trampoline Parks opgericht als internationale koepelorganisatie voor parkeigenaren.
ABC News meldde dat er in 2014 in de Verenigde Staten zo'n 345 parken waren.
In 2018 werd in Hilversum een trampolinepark in een voormalige kerk geopend. in Groningen werd
in 2018 de grootste trampolinehal van Europa geopend.

## Sporten
Naast trampolinespringen worden trampolineparken gebruikt om andere sporten te beoefenen, zoals bossaball. Ook voor de sporten parkour, basketbal, skiën, skateboarden en worstelen kan worden geoefend in trampolineparken.